# А был ли Каротин?
«А был ли Каро́тин» — советский двухсерийный художественный фильм, детективная комедия. Лента снята по мотивам повести А. Лукина и В. Ишимова «Обманчивая тишина» о попытке в 1933 году диверсии в цеху по производству подводных лодок на заводе имени Андре Марти. В основу одной из сюжетных линий положена реально произошедшая гибель линкора «Императрица Мария».

## Сюжет
Начало 1930-х годов. На советском кораблестроительном заводе в Нижнелиманске обнаружена утечка секретной информации, местные чекисты бессильны.
Прибывший под видом учёного легендарный чекист Каротин с двумя помощниками начинает распутывать нити заговора шпионской фашистской организации. Его неопытные, но активные местные помощники осваивают азы работы контрразведчика, попадая в ситуации одна другой смешнее. Впрочем, троица выявляет действующую более пятнадцати лет разведгруппу, которая, в частности, во время Первой мировой войны провела диверсию, уничтожив линкор «Святая Мария» (аллюзия на линкор «Императрица Мария»). Тем не менее Каротин при этом нажил врага в лице руководителя местных органов.
Со временем становится ясно, что раскрытие диверсии на царском линкоре — великая победа советских спецслужб, однако имя Каротина предано забвению.

## В ролях
- Борис Соколов — Алексей Алексеевич Каротин
- Василий Мищенко — Кирилл Цыба
- Юрий Попович — Лёва Поначевный
- Иван Бортник — Семён Лисюк
- Сергей Гармаш — Деннис Свидерский
- Людмила Гурченко — Курнатова-Борджиа
- Игорь Кваша — кинорежиссёр Микитов-Разумник
- Елена Майорова — актриса Антонина Барс
- Любовь Малиновская — Ксения Степановна Воробей
- Ольга Ипполитова — Наташа Чижик
- Игорь Дмитриев — Отто Грюневальд
- Эрнст Романов — Игорь Шевцов
- Олеся Малахова — Вельская
- Валентин Никулин — Сгибнев
- Юрий Лазарев — Эрнст Штурм
- Михаил Уржумцев — Георгий Верман
- Виктор Раков — Фридрих Верман
- Ромуальд (Роман) Вильдан — Густав Верман
- Янис Стрейч — Рудольф Петрович
- Алексей Селивёрстов — Гедройцер, изобретатель
- Иван Рыжов — Иоанн Городской (в титрах Иоан Городский)
- Георгий Тейх — Пфальц
- Семён Крупник — портье
- Елена Бушуева-Цеханская — Люся
- Анум Дорхусо Адотей — Арчи
- Расми Джабраилов — Макгрегори
- Лариса Полякова — Козлинская
- Галина Семёнова — Арианда Шевцова
- Александр Вокач — Лапа-Стриженовский
- Владимир Сичкарь — Сысой Гугняев

## Съёмочная группа
- Авторы сценария: Геннадий Полока, Владимир Ишимов и Виктор Дёмин
- Режиссёр-постановщик: Геннадий Полока
- Главный оператор: Генри Абрамян
- Художники: Михаил Щеглов и Ирина Калашникова
- Композитор: Вениамин Баснер
- Текст песен: Леонид Завальнюк